# Плавання на літніх Олімпійських іграх 2020 — 200 метрів брасом (жінки)
Змагання з плавання на 200 метрів брасом серед жінок на літніх Олімпійських іграх 2020 тривали з 28 по 30 липня 2021 року в Олімпійському центрі водних видів спорту. Це буде двадцять третя поспіль поява цієї дисципліни на Олімпійських іграх. Її проводили на кожній Олімпіаді, починаючи з 1924 року.

## Рекорди
Перед цими змаганнями чинні світовий і олімпійський рекорди були такими:
| Світовий рекорд     | Рікке Меллер Педерсен (DEN) | 2:19.11 | Барселона, Іспанія      | 1 серпня 2013 | [ 2 ] |
| Олімпійський рекорд | Ребекка Соні (USA)          | 2:19.59 | Лондон, Велика Британія | 2 серпня 2012 | [ 3 ] |

## Кваліфікація
Олімпійський кваліфікаційний норматив для цієї дисципліни становить 2 хвилини 25,52 секунди. За цим нормативом від кожного Національного олімпійського комітету (NOC) можуть автоматично кваліфікуватися щонайбільше дві плавчині, виконавши його на затверджених кваліфікаційних змаганнях. Норматив олімпійського відбору становить 2 хвилини 29,89 секунди. За цим нормативом від кожного НОК може кваліфікуватися щонайбільше одна плавчиня, що посідає досить високе місце у світовому рейтингу, поки не буде вичерпано квоту для всіх плавальних дисциплін. НОК, що ще не має плавчині в жодній дисципліні, може скористатися зі свого права на універсальну квоту.

## Формат змагань
Змагання складаються з трьох раундів: попередні запливи, півфінали та фінал. Плавчині, що показали 16 найкращих результатів у попередніх запливах, виходять до півфіналів. Плавчині, що показали 8 найкращих результатів у півфіналах, виходять до фіналу. У тому разі, коли на останнє місце потрапляння до півфіналів чи фіналу претендують дві чи більше плавчині з однаковим часом, передбачено перепливання.

## Розклад
Змагання тривають три дні, кожен раунд наступного дня.
Часовий пояс - японський стандартний час (UTC + 9)
| Дата     | Час   | Раунд             |
| -------- | ----- | ----------------- |
| 28 липня | 19:36 | Попередні запливи |
| 29 липня | 11:54 | Півфінали         |
| 30 липня | 10:41 | Фінал             |

## Результати

### Попередні запливи
Плавчині, що показали 16 найкращих результатів незалежно від запливу, виходять до півфіналу.
| Місце | Заплив | Доріжка | Плавчиня              | Країна                           | Час     | Примітки  |
| ----- | ------ | ------- | --------------------- | -------------------------------- | ------- | --------- |
| 1     | 4      | 4       | Татьяна Шенмейкер     | ПАР (RSA)                        | 2:19.16 | Q, OR, AF |
| 2     | 3      | 5       | Ліллі Кінг            | США (USA)                        | 2:22.10 | Q         |
| 3     | 4      | 5       | Євгенія Чикунова      | Олімпійський комітет Росії (ROC) | 2:22.16 | Q         |
| 4     | 2      | 7       | Кейлін Корбетт        | ПАР (RSA)                        | 2:22.48 | Q         |
| 5     | 3      | 4       | Енні Лейзор           | США (USA)                        | 2:22.76 | Q         |
| 6     | 2      | 4       | Моллі Реншов          | Велика Британія (GBR)            | 2:22.99 | Q         |
| 7     | 2      | 3       | Марія Темникова       | Олімпійський комітет Росії (ROC) | 2:23.13 | Q         |
| 8     | 2      | 1       | Юй Цзін'яо            | Китай (CHN)                      | 2:23.17 | Q         |
| 9     | 4      | 2       | Дженна Страуч         | Австралія (AUS)                  | 2:23.30 | Q         |
| 10    | 3      | 2       | Джессіка Валь         | Іспанія (ESP)                    | 2:23.31 | Q         |
| 11    | 2      | 2       | Фанні Леклюїз         | Бельгія (BEL)                    | 2:23.42 | Q         |
| 12    | 4      | 8       | Софі Ханссон          | Швеція (SWE)                     | 2:23.82 | Q         |
| 13    | 2      | 6       | Франческа Фанджо      | Італія (ITA)                     | 2:23.89 | Q         |
| 14    | 4      | 3       | Ліза Маміє            | Швейцарія (SUI)                  | 2:23.91 | Q         |
| 15    | 2      | 5       | Еббі Вуд              | Велика Британія (GBR)            | 2:24.13 | Q         |
| 16    | 4      | 6       | Келсі Воґ             | Канада (CAN)                     | 2:24.27 | Q         |
| 17    | 4      | 7       | Еббі Гаркін           | Австралія (AUS)                  | 2:24.41 |           |
| 18    | 3      | 6       | Ватанабе Канако       | Японія (JPN)                     | 2:24.73 |           |
| 19    | 1      | 4       | Крістина Горська      | Чехія (CZE)                      | 2:25.03 |           |
| 20    | 1      | 6       | Мона Макшеррі         | Ірландія (IRL)                   | 2:25.08 |           |
| 21    | 4      | 1       | Мартіна Карраро       | Італія (ITA)                     | 2:26.17 |           |
| 22    | 3      | 7       | Маріна Гарсія Урсанкі | Іспанія (ESP)                    | 2:26.21 |           |
| 23    | 1      | 2       | Котрина Тетеревкова   | Литва (LTU)                      | 2:26.82 |           |
| 24    | 1      | 3       | Мелісса Родрігес      | Мексика (MEX)                    | 2:26.87 |           |
| 25    | 1      | 5       | Естер Бекеші          | Угорщина (HUN)                   | 2:26.89 |           |
| 26    | 3      | 1       | Аліна Змушко          | Білорусь (BLR)                   | 2:27.59 |           |
| 27    | 1      | 7       | Енелі Єфімова         | Естонія (EST)                    | 2:27.87 |           |
| 28    | 2      | 8       | Анастасія Горбенко    | Ізраїль (ISR)                    | 2:28.41 |           |
| 29    | 3      | 8       | Хулія Себастьян       | Аргентина (ARG)                  | 2:29.55 |           |
| 30    | 1      | 1       | Андреа Подманікова    | Словаччина (SVK)                 | 2:29.56 |           |
| 31    | 1      | 8       | Фі Джінк Ен           | Малайзія (MAS)                   | 2:32.57 |           |
| 32    | 3      | 3       | Сідні Пікрем          | Канада (CAN)                     | DNS     |           |

### Півфінали
Плавчині, що показали 8 найкращих результатів незалежно від запливу, виходять до фіналу.
| Місце | Заплив | Доріжка | Плавчиня          | Країна                           | Час     | Примітки |
| ----- | ------ | ------- | ----------------- | -------------------------------- | ------- | -------- |
| 1     | 2      | 4       | Татьяна Шенмейкер | ПАР (RSA)                        | 2:19.33 | Q        |
| 2     | 2      | 5       | Євгенія Чикунова  | Олімпійський комітет Росії (ROC) | 2:20.57 | Q        |
| 3     | 2      | 3       | Енні Лейзор       | США (USA)                        | 2:21.94 | Q        |
| 4     | 1      | 5       | Кейлін Корбетт    | ПАР (RSA)                        | 2:22.08 | Q        |
| 5     | 1      | 4       | Ліллі Кінг        | США (USA)                        | 2:22.27 | Q        |
| 6     | 2      | 8       | Еббі Вуд          | Велика Британія (GBR)            | 2:22.35 | Q        |
| 7     | 1      | 3       | Моллі Реншов      | Велика Британія (GBR)            | 2:22.70 | Q        |
| 8     | 2      | 7       | Фанні Леклюїз     | Бельгія (BEL)                    | 2:23.73 | Q        |
| 9     | 2      | 2       | Дженна Страуч     | Австралія (AUS)                  | 2:24.25 |          |
| 10    | 1      | 7       | Софі Ханссон      | Швеція (SWE)                     | 2:24.28 |          |
| 11    | 2      | 6       | Марія Темникова   | Олімпійський комітет Росії (ROC) | 2:24.69 |          |
| 12    | 1      | 6       | Юй Цзін'яо        | Китай (CHN)                      | 2:24.76 |          |
| 13    | 1      | 2       | Джессіка Валь     | Іспанія (ESP)                    | 2:24.87 |          |
| 14    | 1      | 1       | Ліза Маміє        | Швейцарія (SUI)                  | 2:25.11 |          |
| 15    | 2      | 1       | Франческа Фанджо  | Італія (ITA)                     | 2:27.56 |          |
| 16    | 1      | 8       | Келсі Воґ         | Канада (CAN)                     | DSQ     |          |

### Фінал
| Місце | Доріжка | Ім'я              | Країна                           | Час     | Примітки |
| ----- | ------- | ----------------- | -------------------------------- | ------- | -------- |
| 1     | 4       | Татьяна Шенмейкер | ПАР (RSA)                        | 2:18.95 | WR       |
| 2     | 2       | Ліллі Кінг        | США (USA)                        | 2:19.92 |          |
| 3     | 3       | Енні Лейзор       | США (USA)                        | 2:20.84 |          |
| 4     | 5       | Євгенія Чикунова  | Олімпійський комітет Росії (ROC) | 2:20.88 |          |
| 5     | 6       | Кейлін Корбетт    | ПАР (RSA)                        | 2:22.06 |          |
| 6     | 1       | Моллі Реншов      | Велика Британія (GBR)            | 2:22.65 |          |
| 7     | 7       | Еббі Вуд          | Велика Британія (GBR)            | 2:23.72 |          |
| 8     | 8       | Фанні Леклюїз     | Бельгія (BEL)                    | 2:24.57 |          |